# Traiano Boccalini
Traiano Boccalini (* 1556 in Loreto; † 16. November 1613 in Venedig) war ein italienischer Autor politischer Satiren in der Renaissance.
Boccalini studierte in Perugia und war viele Jahre als Richter und Verwaltungsbeamter im päpstlichen Dienst tätig. 1612 ging er nach Venedig, wo er „Ragguagli di Parnaso“ veröffentlichte, die Beschreibung eines imaginären Königreiches, mit der Boccalini die Sitten seiner Zeit kritisierte. Im gleichen lebhaften Stil und mit ebenso beißender Ironie schrieb Boccalini dann „Pietro del paragone politico“ gegen die spanische Vorherrschaft in Italien. Das Werk erschien nach seinem Tod im Jahr 1615. Weitere ihm zugeschriebene Bücher behandelten gleichfalls politische Fragen.

## Werke
- Ragguagli di Parnaso. Venedig 1615.
  - Ragguagli di Parnaso. Band 1. Laterza, Bari 1948 ().
  - Ragguagli di Parnaso. Band 2. Laterza, Bari 1948 ().
  - Ragguagli di Parnaso. Band 3. Laterza, Bari 1948 ().